# Michel Leblond
Michel Leblond (ur. 10 maja 1932 w Reims, zm. 17 grudnia 2009 tamże) – francuski piłkarz grający na pozycji pomocnika. W swojej karierze rozegrał 4 mecze w reprezentacji Francji i strzelił w nich 1 gola.

## Kariera klubowa
Karierę piłkarską Leblond rozpoczął w klubie Stade de Reims. W sezonie 1949/1950 zadebiutował w nim w pierwszej lidze francuskiej. Wraz z Reims czterokrotnie wywalczył tytuł mistrza Francji w latach 1953, 1955, 1958 i 1960. W 1958 roku zdobył też Puchar Francji. Dwukrotnie wystąpił w finale Pucharu Mistrzów. W 1956 roku Reims przegrało w nim 3:4 z Realem Madryt, Leblond zdobył jednego z goli. W 1959 zespół z Francji ponownie uległ Realowi, tym razem 0:2.
W 1961 roku Leblond odszedł ze Stade Reims do innego pierwszoligowego klubu, RC Strasbourg. Występował w nim przez cztery lata i po sezonie 1964/1965 zakończył karierę piłkarską.
| Sezon   | Klub           | Kraj    | Rozgrywki  | Mecze | Bramki |
| ------- | -------------- | ------- | ---------- | ----- | ------ |
| 1949/50 | Stade de Reims | Francja | Division 1 | 6     | 0      |
| 1950/51 | Stade de Reims | Francja | Division 1 | 11    | 3      |
| 1951/52 | Stade de Reims | Francja | Division 1 | 11    | 1      |
| 1952/53 | Stade de Reims | Francja | Division 1 | 3     | 0      |
| 1953/54 | Stade de Reims | Francja | Division 1 | 23    | 3      |
| 1954/55 | Stade de Reims | Francja | Division 1 | 31    | 5      |
| 1955/56 | Stade de Reims | Francja | Division 1 | 33    | 5      |
| 1956/57 | Stade de Reims | Francja | Division 1 | 24    | 3      |
| 1957/58 | Stade de Reims | Francja | Division 1 | 29    | 3      |
| 1958/59 | Stade de Reims | Francja | Division 1 | 34    | 3      |
| 1959/60 | Stade de Reims | Francja | Division 1 | 34    | 1      |
| 1960/61 | Stade de Reims | Francja | Division 1 | 32    | 3      |
| 1961/62 | RC Strasbourg  | Francja | Division 1 | 32    | 2      |
| 1962/63 | RC Strasbourg  | Francja | Division 1 | 37    | 0      |
| 1963/64 | RC Strasbourg  | Francja | Division 1 | 27    | 1      |
| 1964/65 | RC Strasbourg  | Francja | Division 1 | 3     | 0      |

## Kariera reprezentacyjna
W reprezentacji Francji Leblond zadebiutował 30 maja 1954 roku w zremisowanym 3:3 towarzyskim meczu z Belgią. W tym samym roku został powołany do kadry na mistrzostwa świata w Szwajcarii. Na tym turnieju był rezerwowym i nie wystąpił w żadnym spotkania. Od 1954 do 1957 roku rozegrał w kadrze narodowej 4 mecze i strzelił 1 gola.
W 1952 roku Leblond zagrał z kadrą olimpijską na Igrzyskach Olimpijskich w Helsinkach.
| Mecze i gole w reprezentacji | Mecze i gole w reprezentacji | Mecze i gole w reprezentacji | Mecze i gole w reprezentacji | Mecze i gole w reprezentacji | Mecze i gole w reprezentacji | Mecze i gole w reprezentacji |
| #                            | Data                         | Stadion                      | Rywal                        | Wynik                        | Gol                          | Rozgrywki                    |
| 1954                         | 1954                         | 1954                         | 1954                         | 1954                         | 1954                         | 1954                         |
| ---------------------------- | ---------------------------- | ---------------------------- | ---------------------------- | ---------------------------- | ---------------------------- | ---------------------------- |
| 1.                           | 30.05.1954                   | Bruksela, Belgia             | Belgia                       | 3:3                          | 0                            | towarzyski                   |
| 1956                         |                              |                              |                              |                              |                              |                              |
| 2.                           | 15.02.1956                   | Bolonia, Włochy              | Włochy                       | 0:2                          | 0                            | towarzyski                   |
| 3.                           | 25.03.1956                   | Paryż, Francja               | Austria                      | 3:1                          | 1                            | towarzyski                   |
| 1957                         |                              |                              |                              |                              |                              |                              |
| 4.                           | 27.10.1957                   | Bruksela, Belgia             | Belgia                       | 0:0                          | 0                            | el. MŚ 1958                  |